# Тетерук (рід)
Тетерук (Tetrao) — рід куроподібних птахів родини фазанових. Містить 2–4 види сучасних птахів.

## Систематика

### сучасні види
- Глушець білодзьобий (Tetrao urogallus)
- Глушець чорнодзьобий (Tetrao urogalloides)

Інколи в рід також включають тетерука євразійського і тетерука кавказького. Однак у новітній літературі ці два види зазвичай відносять до окремого роду Lyrurus.

### вимерлі
- Tetrao conjugens (ранній пліоцен цн. Європи)
- Tetrao rhodopensis (ранній пліоцен Дорково, Болгарія)
- Tetrao partium (ранній пліоцен – ранній плейстоцен пд.-сх. Європи)
- Tetrao macropus (пізній пліоцен – ранній плейстоцен Угорщини)
- Tetrao praeurogallus (ранній – середній плейстоцен сх. Європи)